# Charles Correa
Charles Mark Correa (1. září 1930 Sikandarabád – 16. červen 2015 Bombaj) byl indický architekt a urbanista.
Pocházel z rodiny goánských katolíků. Studoval na Bombajské univerzitě, Michiganské univerzitě a Massachusettském technologickém institutu. V roce 1958 otevřel v Bombaji vlastní architektonické studio.
Correovu tvorbu ovlivnili Le Corbusier a Buckminster Fuller, ve svých stavbách spojoval principy postmoderní architektury s indickou tradicí vástu šástra, snažil se zohledňovat sociální realitu rozvojových zemí i tropické podnebí. Navrhl okolo stovky budov, k nejvýznamnějším patří přestavba Gándhího ášrámu na národní památník, parlament státu Maháráštra, Kala Academy v Panadží, národní řemeslnické muzeum v Novém Dillí nebo kostel sv. Petra a Pavla v Parumale. V sedmdesátých letech projektoval satelitní město Nová Bombaj, kde se pokusil nabídnout cenově dostupné bydlení v přiměřeně velkých domech a se snadno dostupnou občanskou vybaveností, aby potlačil anonymitu velkoměstského života. V letech 2005 až 2008 byl předsedou urbanistické komise v Dillí. Pracoval také mimo Indii, kde vytvořil sídlo indické stálé mise při OSN v New Yorku, ismáilíjskou mešitu v Torontu nebo Champalimaudovu nadaci v Lisabonu.
Byla mu udělena Královská zlatá medaile, Praemium Imperiale, Cena Agy Khana, indická vyznamenání Padma Šrí a Padma vibhušan.

## Galerie

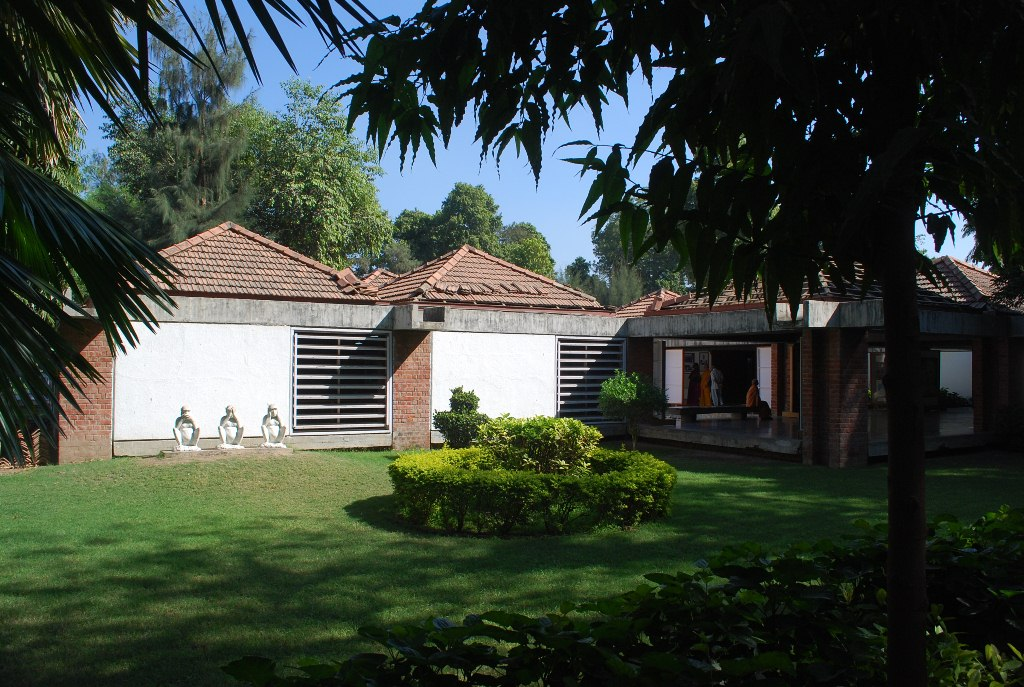
Památník Mahátmy Gándhího, Ahmadábád
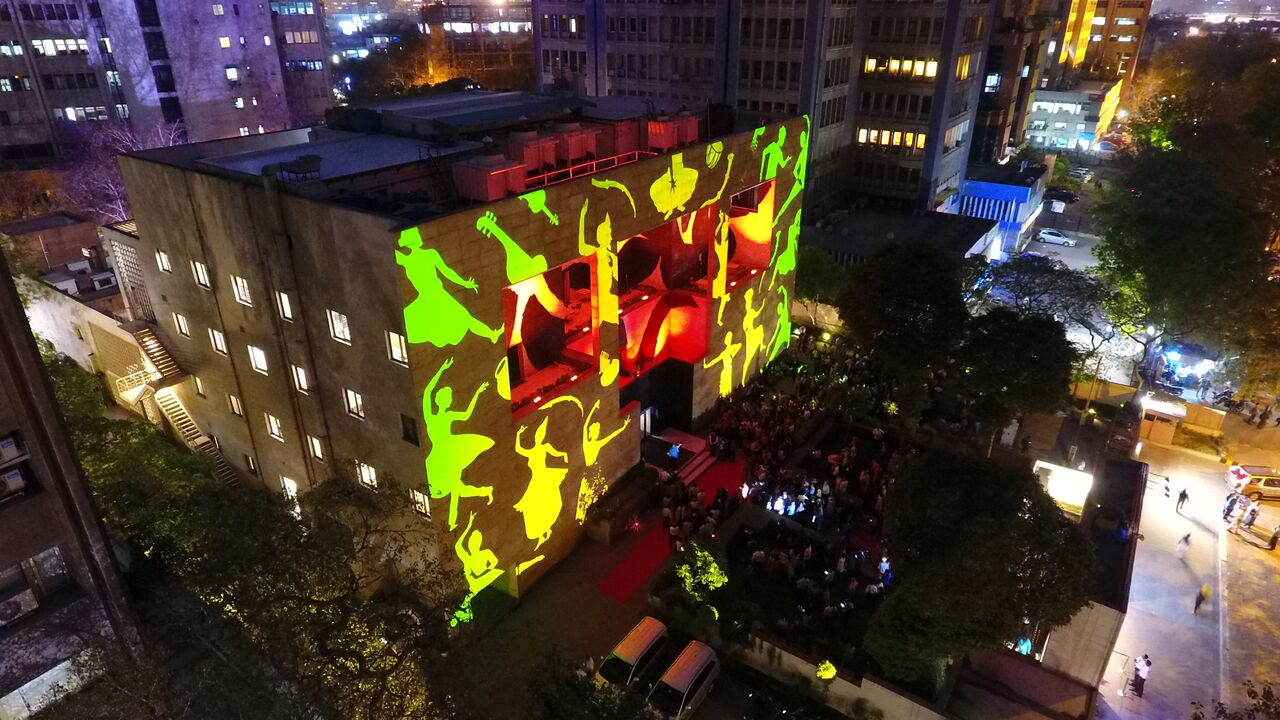
British Council, Dillí
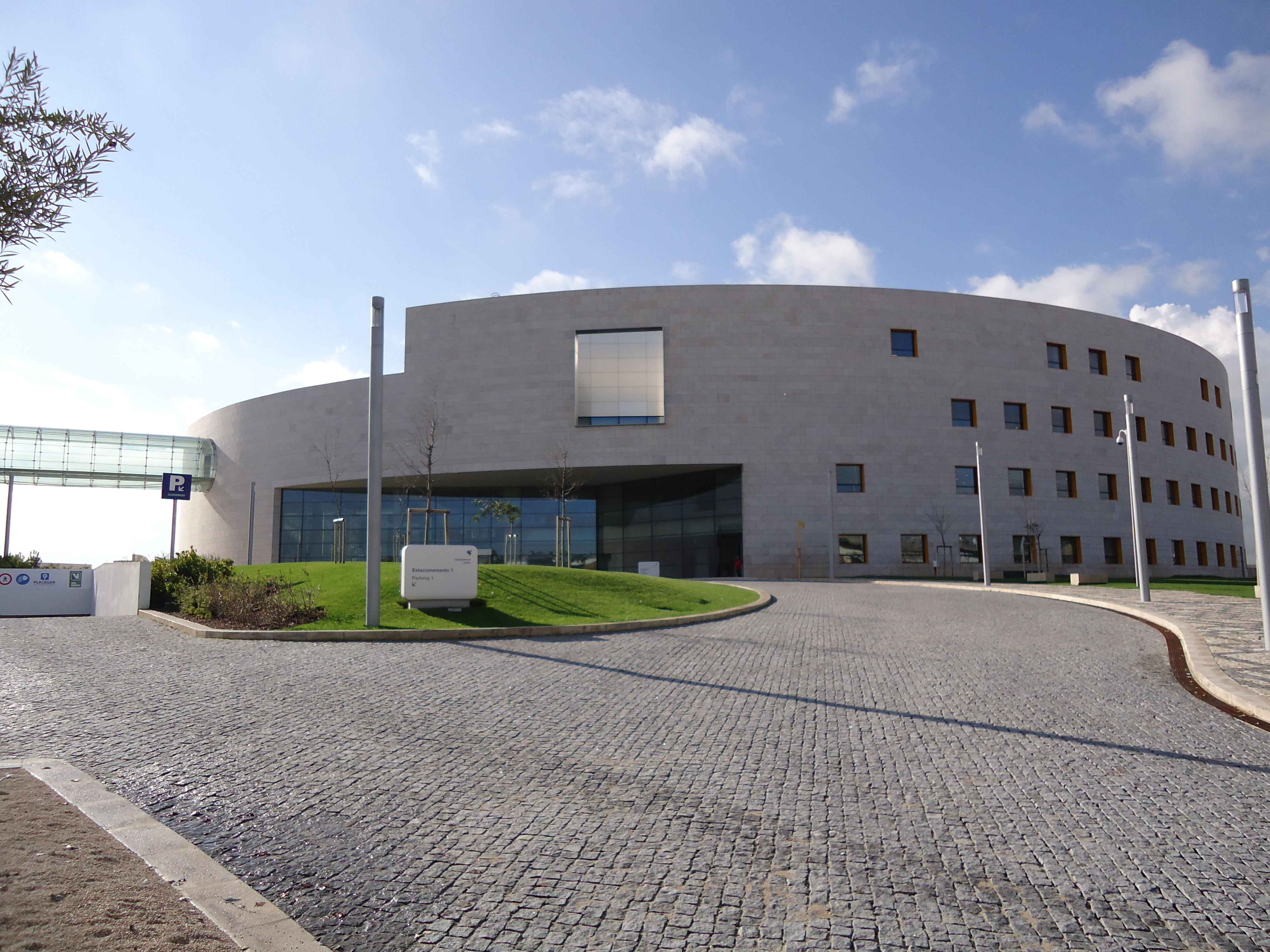
Sídlo Champalimaudovy nadace, Lisabon